# Eustenogaster
Eustenogaster  (лат.) — род ос (Stenogastrinae) из семейства складчатокрылых ос (Vespidae). Южная и Юго-Восточная Азия. 15 видов. 

## Описание
Небольшие стройные осы с очень длинным узким стебельком (петиоль) между грудкой и брюшком (осиная талия). Длина 14—21 мм (самые крупные представители Stenogastrinae). Основной цвет от коричневого до чёрного с желтыми отметинами на теле. Длина передних крыльев более 14 мм. Глаза крупные. Усики самок 11-члениковые (10 флагелломеров и скапус), а у самцов 12-члениковые, не лопатовидные на своём конце (последний членик конический). Мандибулы самок с тремя, а самцов с одним зубцом. Максиллярные щупики самцов отличаются тем, что 2-й членик длиннее, чем 3-й и 4-й вместе взятые. Скутеллюм выпуклый. Нотаули на скутуме как остаточные следы бороздок в передней его части. В нижней части головы затылочный киль соединяется с гипостомальным килем. 2-й метасомальный сегмент не узловидный в базальной части.

## Систематика
15 видов. Филогенетический анализ показал, что род Eustenogaster является сестринским к роду Stenogaster, а вместе они образуют общую группу с кладой Anischnogaster + (Parischnogaster + Metischnogaster). Род был выделен в 1969 году голландским гименоптерологом Якобом ван дер Вехтом (Jacobus van der Vecht, 1906-1992).
| - Eustenogaster agilis (Smith, 1860) - Eustenogaster bicarinatus Dover & Rao, 1922 - Eustenogaster calyptodoma (Sakagami & Yoshikawa, 1968) - Eustenogaster eximia (Bingham, 1890) - Eustenogaster fraterna (Bingham, 1897) - Eustenogaster fulvipennis (Cameron, 1902) - Eustenogaster fumipennis Saito, 2007 - Eustenogaster gibbosa Starr & van der Vecht, 2006 | - Eustenogaster hauxwellii (Bingham, 1894) - Eustenogaster latebricola Saito, 2007 - Eustenogaster luzonensis (Rohwer 1919) - Eustenogaster micans (de Saussure, 1852) - Eustenogaster nigra Saito & Nguyen, 2006 - Eustenogaster palavanica Reyes, 1988 - Eustenogaster scitula (Bingham, 1897) - Eustenogaster spinicauda Saito, 2007 |